# Castiglione Tinella
Castiglione Tinella – miejscowość i gmina we Włoszech, w regionie Piemont, w prowincji Cuneo.
Według danych na rok 2004 gminę zamieszkiwało 877 osób, 79,7 os./km².